# Chelonanthus matogrossensis
Chelonanthus matogrossensis är en gentianaväxtart som först beskrevs av J. G. M. Pers. och Maas, och fick sitt nu gällande namn av L. Struwe och V. A. Albert. Chelonanthus matogrossensis ingår i släktet Chelonanthus och familjen gentianaväxter. Inga underarter finns listade i Catalogue of Life.